# Stylopauropus machaerophorus
Stylopauropus machaerophorus är en mångfotingart som beskrevs av Paul Auguste Remy 1958. Stylopauropus machaerophorus ingår i släktet skaftfåfotingar, och familjen fåfotingar. Inga underarter finns listade i Catalogue of Life.